# Vidalia
Vidalia es un género de moscas de la familia Tephritidae. Están distribuidos por el Paleártico oriental y Australasia. Se alimentan de las frutas de Schefflera subulata, de la familia Araliaceace, en Malasia occidental.